# 想見你想見你想見你
《想見你想見你想見你》（英語：Miss You 3000）是臺灣男子搖滾樂團八三夭的歌曲，由滾石唱片於2019年11月11日在各大數位音樂平台上線，2020年5月6日收錄於實體原聲帶正式發行。歌曲為電視劇《想見你》的片尾曲，為八三夭應劇組邀請為劇集所量身打造，之後亦作為電影《想見你》的插曲。歌曲在編曲上讓人感覺到時光隧道的元素，以配合劇集穿越時空的主題，並在歌詞上加入歷史屬性的字詞與今流行現象，表達出對時空無能為力卻堅持守候。
歌曲的音樂錄影帶由8ID Studio負責拍攝，並遠赴日本東京與橫濱進行拍攝。錄影帶被認為呼應歌曲在編排上加入的回音效果，截至2020年12月，點擊率已突破4,000萬次。歌曲發行後獲得商業上的成功，登上KKBOX的香港、新加坡與臺灣等多地華語單曲週榜單和年度榜單冠軍位置。
八三夭於《想見你想見你想見你》發行前後多次現場演出歌曲，包括在「2020宜蘭熊讚跨年晚會」、「第15屆KKBOX風雲榜頒獎典禮」、「2020超級巨星紅白藝能大賞」以及歌曲的同名巡迴演唱會上。歌曲發行後曾被多次翻唱，其中包括陳零九、韋禮安、盧學叡跟田亞霍等歌手。後來，八三夭透過滾石唱片釋出了《想見你想見你想見你》的正式粵語版，而正式粵語版亦由阿璞演唱。

## 背景與發行
福斯傳媒集團和三鳳製作合作的電視劇《想見你》選擇由滾石唱片製作電視原聲帶，並特意邀請八三夭為劇集量身打造片尾曲。當八三夭第一次聽見三鳳製作提案劇集的名稱為《想見你》時，便覺得這是個很強烈的字詞。於是樂隊便把歌名取名為《想見你想見你想見你》，是呼應劇中生日許三個願望，希望可以讓大家更深入地感受到那股濃烈的情感，感受到那種即使要穿越時空，我也要見到你的感覺。而歌曲的英文名稱《Miss You 3000》則是來自於電影《復仇者聯盟：終局之戰》裡，鋼鐵人的女兒對他說過的台詞「Love You 3000」。在創作歌詞的時候，由於當時樂隊並未拿到劇集的完整劇本，只有劇情大綱和很少的台詞資料。因此樂隊只能靠著劇名以及劇中角色設定，來描寫對這首歌曲的想像。
2019年8月31日，八三夭於西門町舉辦樂隊的生日派對時宣布於11月23日開始於台北小巨蛋展開新巡迴演唱會。樂隊於9月確認將在兩個月為新演唱會發佈三首新單曲，並搭配完整音樂錄影帶發行，其中包括與演唱會的同名單曲《想見你想見你想見你》。歌曲其後於11月11日以線上下載形式發行，並收錄於《想見你電視原聲帶》之中。

## 音樂與歌詞
《想見你想見你想見你》由阿璞作曲與填詞、八三夭製作，並由八三夭與曾參與創作田馥甄的歌曲《小幸運》的JerryC共同編曲。歌曲的曲風為華語流行跟節奏藍調，以升F大調創作，每分鐘節拍達到130拍，總長度為3分59秒。歌曲的伴奏包括鋼琴與木吉他，並在編曲上加上一些讓人感覺到時光隧道的元素，以符合劇集穿越時空的感覺。
歌曲的歌詞使用了「遺跡」、「象形」、「世纪」與「冰河時期」等歷史屬性的字詞，以描述過去時空的愛情，再用「科技」、「follow IG」等現今流行現象，將場景穿越時空拉回現在，以表達出對時空無能為力卻堅持守候。八三夭亦在歌曲了加入了饒舌歌詞的橋段，讓歌曲聽起來更不一樣。

## 反響
《PlayMusic音樂網》的編輯讚賞《想見你想見你想見你》唱出劇中女主角那份強烈情感，強烈想見面的心情。《台灣GQ》的編輯讚賞歌曲無論在意境、歌曲編排，還是歌名也都相當符合劇情，認為從歌名的三次「想見你」中便能感想到想念的情緒。《搜狐音樂》的編輯認為歌曲藉著清新唯美的曲風以及貼合劇情歌詞，完美詮釋出劇中男女主角的愛情故事。他亦認為歌曲表達出即使對時空無能為力，但仍堅持守候著的愛情哲學。
歌曲發行後獲得了商業成功。歌曲不但登上了KKBOX風雲榜華語單曲週榜的香港區、馬來西亞區、新加坡區、台灣區的冠軍位置，更登上KKBOX風雲榜華語年度單曲累積榜的香港區、新加坡區、台灣區的冠軍位置和馬來西亞區的亞軍位置。其中歌曲在台灣區榜單獲得更大迴響，創下連續十一週高據週榜冠軍的紀錄。在中國大陸範圍，歌曲亦登上QQ音樂、網易雲音樂以及蝦米音樂等榜單冠軍。

## 音樂錄影帶

### 背景與發展
《想見你想見你想見你》的音樂錄影帶由8ID Studio負責拍攝，並遠赴日本東京與橫濱進行拍攝，為八三夭首支於海外取景的音樂錄影帶。錄影帶於2019年暑假期間分兩天拍攝，並在樂隊演唱會結束後立即在隔天早上四點著裝飛往日本拍攝。然而拍攝團隊於當地第一次出發前，日本剛好發布強颱警報，使原訂行程只能全部取消，需要開會討論訂時間再次出發拍攝。團隊於翌日到東京鐵塔前的下著大雨的公園拍攝，以捕捉雨水的場景。

### 概要

錄影帶的開首畫面，主唱從歌曲的拆解的名稱中出現邊行邊唱。

錄影帶以樂隊主唱阿璞在碼頭上邊行邊唱開始，身後亦同時亮起歌曲的拆解名稱，而樂隊其他成員則配合著彈奏樂器。其後接著阿璞於碼頭上迷路，拿著手提電話向錄影帶女主角問路的場景。女主角為阿璞指引方向打算離開的時候，突然回頭叫停對方再指出相反的方向，並跟對方相視而笑。鏡頭其後回到阿璞跟樂隊其他成員上，阿璞在樂隊彈奏下演唱整段副歌。錄影帶接著阿璞與女主角各個約會場景，包括女主角為阿璞購買咖啡、二人在公園遊玩以及在橋上邊聽音樂邊看景色的場景。當中亦穿插著阿璞坐在立體格子鐵架演唱以及跟樂隊一起的場景。錄影帶其後接著眾成員在城市裡走動的個人鏡頭，以及阿璞在雨中打電話尋找女主角的場景。然而阿璞卻得到女主角「與你一起的時光真的很快樂，謝謝你」的日語回覆。鏡頭其後再次回到阿璞跟其他樂隊成員上，阿璞在樂隊彈奏下演唱最後一段副歌跟饒舌部分。在歌曲尾聲的時候，阿璞再次遇上女主角的身影，卻在對方無視之下擦身而過。錄影帶最後以「再見」的日語結束，並再次亮起歌曲的拆解名稱。

### 發佈與反響
2019年11月12日，八三夭於官方臉書上公開了錄影帶的9秒預告片段，而錄影帶的完整版本則在翌晚8時30分在滾石的YouTube頻道上公開。截至2020年12月，錄影帶的播放量已突破4,000萬次。《台灣GQ》的編輯認為錄影帶開頭中，主唱在「想見你」三個字拆解的畫面中帶領聽眾進入歌曲，感覺非常像是從隧道中走出來。他認為這不但呼應了歌曲在編排在所加入的回音效果，而且可能就是樂隊所暗藏的「穿越時光」感。

## 現場表演
八三夭在《想見你想見你想見你》發行前後曾多次演唱歌曲。2019年9月27日，樂隊在官方臉書的直播上首次演唱了《想見你想見你想見你》。11月19日，樂隊在樂人Session上以不插電形式演唱了歌曲。四天後，樂隊在與歌曲同名的巡迴演唱會首場場次上演唱了歌曲。樂隊其後亦在多場校園演唱會跟音樂節上演唱歌曲，包括12月1日的「台中科大百年校慶巨星演唱會」、12月19日的「2019苗栗音樂佳餚節」，以及12月31日的「2020宜蘭熊讚跨年晚會」。
2020年1月18日，八三夭在臺北小巨蛋舉辦的「第15屆KKBOX風雲榜頒獎典禮」上演唱了《致青春》、《想見你想見你想見你》與《來互相傷害》的組曲。樂隊其後亦在除夕當晚在臺灣電視公司舉辦的「2020超級巨星紅白藝能大賞」上演唱《馬子狗》、《來互相傷害》、《想見你想見你想見你》跟《致青春》組曲。2月9日，八三夭與許光漢、柯佳嬿跟施柏宇等《想見你》劇組人員在劇集映後直播中合唱了《想見你想見你想見你》。2月13日，樂隊在滾石現場上演唱了歌曲，並以4K畫質公開表演片段。4月15日，樂隊於TME Live舉辦之「想見你就見你」線上音樂會現場演唱該曲。8月29日，八三夭於高雄巨蛋舉行「想見你想見你想見你」世界巡迴演唱會，與特別嘉賓《想見你》女主角柯佳嬿共同演唱《想見你想見你想見你》與《Someday or One Day》之組曲。

## 翻唱版本
《想見你想見你想見你》於發行後曾多次被翻唱。其中魏嘉瑩、胡鴻鈞、陳零九、韋禮安、黃奕儒、關心妍、文慧如、魏如昀等歌手分別在不同網絡平台上翻唱歌曲。2020年3月，李國毅、柯佳嬿與盧學叡於Instagram直播上一起翻唱了歌曲。同月，田亞霍、小賴、吳承洋與徐凱希於節目《完全娛樂》的隨機合唱考驗環節上共同翻唱了歌曲。劉惜君與李鑫一亦在同月於電視節目《天賜的聲音》上合唱了歌曲。同月，賈玲、胡兵等節目《王牌對王牌5》成員在節目上進行歌曲的大合唱。4月，劉雨昕、七穗、段小薇等真人秀節目《青春有你2》的訓練生在節目上翻唱歌曲作為評選表演曲目。8月，曾經是限定男團Wanna One一員的NU'EST成員黃旼炫於其生日當日公開翻唱歌曲的MV作為送給其粉絲們L.O.Λ.E的驚喜禮物。
《想見你想見你想見你》於發行後也被不同歌手分別完整或局部翻唱為粤语，其中包括許靖韻（副歌部分）、何璟昕和劉蘊晴（局部）。後來，八三夭透過滾石唱片在2020年8月7日釋出了《想見你想見你想見你》的正式粵語版，而正式粵語版亦由阿璞演唱。

## 衍生版本
2020年2月16日，八三夭與孫盛希在劇集《想見你》大結局播放前幾小時公開了《想見你想見你想見你》與《Someday or One Day》的合唱組曲音樂錄影帶，並命名為《想見你 Someday or One Day》，作為劇集大結局彩蛋的一部分。作品從改編、錄音、錄影帶拍攝到上架，全在24小時內熬夜完成，以趕及在大結局播放前發佈。影片釋出後引起廣大迴響，僅經過一晚的時間便登上YouTube發燒影片。
2020年3月，馬來西亞YouTube頻道Carriers Productions改編了歌曲，以貼近時事的歌詞唱出馬來西亞在封國對抗2019冠狀病毒病疫情下的實況。

## 製作名單
資料來自《想見你想見你想見你》音樂錄影帶於YouTube的說明文字。
錄音室
- 錄音室 – 八豆夭錄音室
- 混音錄音室 – Purring Sound Studio
- 母帶後期錄音室 – Sterling Sound

製作人員
- 作曲 – 阿璞
- 填詞 – 阿璞
- 製作 – 八三夭
- 編曲 – 八三夭、JerryC
- 和聲編寫 – 林依霖、小橘、阿璞
- 和聲演唱 – 阿璞、阿電、鄒謦蓬
- 製作助理 – 于世青
- 錄音 – 八三夭
- 錄音助理 – 張哲銘
- 混音 – 黃文萱
- 母帶後期製作人 – 八三夭
- 母帶後期工程師 – 艾雅·美洛爾
- 女主角 – 田中沙英（／ Tanaka Sae）

## 榜單成績

### 年度榜單
| 年度榜單（2020年）        | 位置 |
| ------------------------- | ---- |
| 香港（KKBOX華語單曲）     | 1    |
| 馬來西亞（KKBOX華語單曲） | 2    |
| 新加坡（KKBOX華語單曲）   | 1    |
| 台灣（KKBOX華語單曲）     | 1    |

### 週榜單
| 週榜單（2020年）           | 最高 位置 |
| -------------------------- | --------- |
| 香港（KKBOX華語單曲）      | 1         |
| 馬來西亞（KKBOX華語單曲）  | 1         |
| 新加坡（KKBOX華語單曲）    | 1         |
| 台灣（KKBOX華語單曲）      | 1         |
| 中國大陸（QQ音樂）         | 1         |
| 中國大陸（網易雲音樂）     | 1         |
| 中國大陸（蝦米音樂）       | 1         |
| 華人地區（流行音樂全金榜） | 3         |

## 外部連結
- YouTube上的《想見你想見你想見你》
- YouTube上的《想見你想見你想見你》（粵語版）